# 仙降街道
仙降街道是中华人民共和国浙江省温州市瑞安市下辖的一个街道办事处。

## 行政区划
仙降街道下辖以下村级行政区划单位：
龙洋社区、银湖社区、林光社区、仙降村、横街村、新安村、下社村、翁垟村、垟头村、垟坑村、街头村、大坑村、下涂村、新渡桥村、仙篁竹村、蒋岙村、仙源村、金源村、新江村、双江村、下林村、永宁村、锦溪村和江溪村。